# José Luis Muñoz León
José Luis Muñoz León (Malaga, 23 febbraio 1997) è un calciatore spagnolo, centrocampista svincolato.

## Caratteristiche tecniche
È un mediano.

## Carriera

### Club
Cresciuto nelle giovanili del Malaga, ha esordito il 19 novembre 2016 in un match pareggiato 0-0 contro il Barcellona.

## Statistiche

### Presenze e reti nei club
Statistiche aggiornate al 7 febbraio 2023.
| Stagione        | Squadra         | Campionato      | Campionato | Campionato | Coppe nazionali | Coppe nazionali | Coppe nazionali | Coppe continentali | Coppe continentali | Coppe continentali | Altre coppe | Altre coppe | Altre coppe | Totale | Totale |
| Stagione        | Squadra         | Comp            | Pres       | Reti       | Comp            | Pres            | Reti            | Comp               | Pres               | Reti               | Comp        | Pres        | Reti        | Pres   | Reti   |
| --------------- | --------------- | --------------- | ---------- | ---------- | --------------- | --------------- | --------------- | ------------------ | ------------------ | ------------------ | ----------- | ----------- | ----------- | ------ | ------ |
| 2016-2017       | Malaga          | PD              | 5          | 0          | CR              | 0               | 0               |                    | -                  | -                  |             | -           | -           | 5      | 0      |
| 2017-2018       | Lugo            | SD              | 12         | 0          | CR              | 1               | 0               |                    | -                  | -                  |             | -           | -           | 13     | 0      |
| 2018-2019       | Córdoba         | SD              | 26         | 0          | CR              | 2               | 1               |                    | -                  | -                  |             | -           | -           | 28     | 1      |
| 2019-2020       | Malaga          | SD              | 26         | 0          | CR              | 2               | 1               |                    | -                  | -                  |             | -           | -           | 28     | 1      |
| 2020-2021       | Malaga          | SD              | 30         | 5          | CR              | 1               | 0               |                    | -                  | -                  |             | -           | -           | 31     | 5      |
| 2021-2022       | Malaga          | SD              | 8          | 1          | CR              | -               | -               |                    | -                  | -                  |             | -           | -           | 8      | 1      |
| 2022-2023       | Malaga          | SD              | 18         | 0          | CR              | 1               | 0               |                    | -                  | -                  |             | -           | -           | 19     | 0      |
| Totale Malaga   | Totale Malaga   | Totale Malaga   | 87         | 6          |                 | 3               | 0               |                    | -                  | -                  |             | -           | -           | 90     | 6      |
| Totale carriera | Totale carriera | Totale carriera | 125        | 6          |                 | 6               | 1               |                    | -                  | -                  |             | -           | -           | 131    | 7      |